# キム・スイン
キム・スイン （朝: 김수인、2005年4月12日 - ）は、韓国の歌手。2024年9月にTHEBLACKLABELよりガールズグループMEOVVのメンバーとしてデビューした。

## デビュー前
2005年4月12日、大田広域市で生まれ、3歳のときに大邱広域市に引っ越し、達西区で育った。
大邱流川小学校、城山中学校、ソウル公演芸術高等学校に通学。Rocket Punchのダヒョンとクラスメイトだったという。
2019年に他の事務所で練習生を始め、2022年にTHEBLACKLABELに移籍した。オーディションの際に歌った曲は、リトル・ミックスの「Oops」だった。

## MEOVVとして
2024年8月25日、MEOVVの3人目のメンバーとして発表され、2024年9月6日にシングル「MEOW」で正式にデビューした。ポジションはダンサー、ボーカル。

## 人物像
- MBTIはENFP。身長は172cm[1]。
- 韓国語のほか、英語を流暢に話す[1]。
- 好きな映画ジャンルはコメディとスリラー。ホラーも好きだが一人では見られないという[1]。